# Festival de Viña del Mar
Le Festival international de la chanson de Viña del Mar est un festival musical ayant lieu au Chili chaque année en février, habituellement la dernière semaine de celui-ci, pendant une durée de 6 jours.
Il existe depuis 1960. Le festival de Viña est le festival musical le plus important de toute l'Amérique latine. Le festival a lieu à l'amphithéâtre de la Quinta Vergara, dans la ville de Viña del Mar.
Il comprend deux concours de chansons pop et de chansons folkloriques entrecoupés de prestations d'artistes internationaux (par exemple Ace of Base en 1996).

## Présentateurs
| Éditions | Éditions | Animateurs | Chaîne                                         |
| -------- | -------- | --- | ---------------------------------------------- |
| 1re      | 1960     | Ricardo García et Carlos de la Sota                                                                                        | Pas transmis par la télévision                 |
| 2e       | 1961     | Ricardo García | Pas transmis par la télévision                 |
| 3e       | 1962     | Ricardo García | Pas transmis par la télévision                 |
| 4e       | 1963     | Ricardo García | UCV Télévision Canal 9 de TV U. de Chile       |
| 5e       | 1964     | Ricardo García | UCV Télévision Canal 9 de TV U. de Chile       |
| 6e       | 1965     | Ricardo García et Raúl Matas                                                                                               | UCV Télévision Canal 9 de TV U. de Chile       |
| 7e       | 1966     | Ricardo García et Raúl Matas                                                                                               | UCV Télévision Canal 9 de TV U. de Chile       |
| 8e       | 1967     | Ricardo García et Laura Gudack                                                                                             | UCV Télévision Canal 9 de TV U. de Chile       |
| 9e       | 1968     | César Antonio Santis et Laura Gudack                                                                                       | UCV Télévision Canal 9 de TV U. de Chile       |
| 10e      | 1969     | César Antonio Santis et Laura Gudack                                                                                       | UCV Télévision Canal 9 de TV U. de Chile       |
| 11e      | 1970     | César Antonio Santis | UCV Télévision Canal 9 de TV U. de Chile       |
| 12e      | 1971     | Alejandro Chávez et Gabriela Velasco                                                                                       | UCV Télévision Canal 9 de TV U. de Chile       |
| 13e      | 1972     | César Antonio Santis et Gabriela Velasco                                                                                   | TVN                                            |
| 14e      | 1973     | César Antonio Santis et Rosa María Barrenechea                                                                             | TVN                                            |
| 15e      | 1974     | César Antonio Santis et Gabriela Velasco                                                                                   | TVN                                            |
| 16e      | 1975     | Javier Miranda, Juan La Rivera, Gabriel Muñoz et César Antonio Santis                                                      | TVN                                            |
| 17e      | 1976     | Antonio Vodanovic et Ana María Thieme                                                                                      | TVN                                            |
| 18e      | 1977     | Antonio Vodanovic et María Graciela Gómez                                                                                  | TVN                                            |
| 19e      | 1978     | Antonio Vodanovic et María Graciela Gómez                                                                                  | TVN                                            |
| 20e      | 1979     | Antonio Vodanovic et María Graciela Gómez                                                                                  | TVN                                            |
| 21e      | 1980     | Antonio Vodanovic et María Olga Fernández                                                                                  | TVN                                            |
| 22e      | 1981     | Antonio Vodanovic et María Olga Fernández                                                                                  | TVN                                            |
| 23e      | 1982     | Antonio Vodanovic et María Olga Fernández                                                                                  | TVN                                            |
| 24e      | 1983     | Antonio Vodanovic et Paulina Nin de Cardona                                                                                | TVN                                            |
| 25e      | 1984     | Antonio Vodanovic et Ana María Salinas                                                                                     | TVN                                            |
| 26e      | 1985     | Antonio Vodanovic et Paulina Nin de Cardona                                                                                | TVN                                            |
| 27e      | 1986     | Antonio Vodanovic et Pamela Hodar                                                                                          | TVN                                            |
| 28e      | 1987     | Antonio Vodanovic et Pamela Hodar                                                                                          | TVN                                            |
| 29e      | 1988     | Antonio Vodanovic et Pamela Hodar                                                                                          | TVN                                            |
| 30e      | 1989     | Antonio Vodanovic et Pamela Hodar                                                                                          | TVN                                            |
| 31e      | 1990     | Antonio Vodanovic et Pamela Hodar                                                                                          | TVN                                            |
| 32e      | 1991     | Antonio Vodanovic et Paulina Nin de Cardona                                                                                | TVN                                            |
| 33e      | 1992     | Antonio Vodanovic et Paulina Nin de Cardona                                                                                | TVN                                            |
| 34e      | 1993     | Antonio Vodanovic, Felipe Camiroaga, Bastián Bodenhöfer, Margot Kahl et Claudia Di Girólamo                                | TVN                                            |
| 35e      | 1994     | Antonio Vodanovic, Carolina Jiménez, Kiara, Sofía Vergara, Thalía, Andrea Frigerio et Marta Sánchez                        | Megavisión                                     |
| 36e      | 1995     | Antonio Vodanovic, Bárbara Palacios, Karina Rivera, Montserrat Oliver, Sofía Vergara, Teresa Calandra et Cecilia Bolocco   | Megavisión                                     |
| 37e      | 1996     | Antonio Vodanovic, Edith Serrano, Maria José Barraza, Maite Delgado, Claudia Cisneros, Patricia Manterola et Paola Falcone | Megavisión                                     |
| 38e      | 1997     | Antonio Vodanovic, Karina Rivera, Cristina Rocha, Rebeca de Alba, Oladys García, Valeria Mazza et Paola Camaggi            | Megavisión                                     |
| 39e      | 1998     | Antonio Vodanovic, Viviana Gibelli, Anabel Cherubito, Sabine Moussier, Marisela Moreno, Sofía Franco et Berta Lasala       | Megavisión                                     |
| 40e      | 1999     | Antonio Vodanovic, Alicia Machado, María José Prieto, Carla Perez, Jimena Cirulnyk, Ana Maria Trujillo, et Karina Calmet   | Megavisión                                     |
| 41e      | 2000     | Antonio Vodanovic et Cecilia Bolocco                                                                                       | Canal 13                                       |
| 42e      | 2001     | Antonio Vodanovic et Cecilia Bolocco                                                                                       | Canal 13                                       |
| 43e      | 2002     | Antonio Vodanovic, Myriam Hernández, Angélica Castro, Andrea Tessa, Patricia Manterola, Natalia Oreiro et Cecilia Bolocco  | Canal 13                                       |
| 44e      | 2003     | Antonio Vodanovic et Myriam Hernández                                                                                      | Canal 13                                       |
| 45e      | 2004     | Antonio Vodanovic et Myriam Hernández                                                                                      | Canal 13                                       |
| 46e      | 2005     | Ricardo Montaner et Myriam Hernández                                                                                       | Canal 13                                       |
| 47e      | 2006     | Sergio Lagos et Myriam Hernández                                                                                           | Canal 13                                       |
| 48e      | 2007     | Sergio Lagos (Canal 13) et Tonka Tomicic (TVN)                                                                             | TVN et Canal 13                                |
| 49e      | 2008     | Sergio Lagos (Canal 13) et Tonka Tomicic (TVN)                                                                             | TVN et Canal 13                                |
| 50e      | 2009     | Felipe Camiroaga (TVN) et Soledad Onetto (Canal 13)                                                                        | TVN et Canal 13                                |
| 51e      | 2010     | Felipe Camiroaga (TVN) et Soledad Onetto (Canal 13)                                                                        | TVN et Canal 13                                |
| 52e      | 2011     | Rafael Araneda et Eva Gómez                                                                                                | Chilevisión                                    |
| 53e      | 2012     | Rafael Araneda et Eva Gómez                                                                                                | Chilevisión                                    |
| 54e      | 2013     | Rafael Araneda et Eva Gómez                                                                                                | Chilevisión                                    |
| 55e      | 2014     | Rafael Araneda et Carolina de Moras                                                                                        | Chilevisión                                    |
| 56e      | 2015     | Rafael Araneda et Carolina de Moras                                                                                        | Chilevisión                                    |
| 57e      | 2016     | Rafael Araneda et Carolina de Moras                                                                                        | Chilevisión                                    |
| 58e      | 2017     | Rafael Araneda et Carolina de Moras                                                                                        | Chilevisión                                    |
| 59e      | 2018     | Rafael Araneda et Carolina de Moras                                                                                        | Chilevisión                                    |
| 60e      | 2019     | Martín Cárcamo et María Luisa Godoy                                                                                        | TVN, Canal 13, FOX, Fox Life et TV Chile       |
| 61e      | 2020     | Martín Cárcamo et María Luisa Godoy                                                                                        | TVN, Canal 13, FOX, Fox Life et TV Chile       |
| 62e      | 2023     | Martín Cárcamo et María Luisa Godoy                                                                                        | TVN, Canal 13, Star Channel, Star+ et TV Chile |
| 63e      | 2024     | Francisco Saavedra et María Luisa Godoy                                                                                    | TVN, Canal 13, Star Channel, Star+ et TV Chile |
| 64e      | 2025     | Rafael Araneda et Karen Doggenweiler                                                                                       | Mega et Disney+                                |

## Liste des gagnants

### Concours international
| Éditions | Année | Pays gagnant           | Titre                                                      | Langue(s)        | Auteur(s)/Compositeur(s)                                                                | Interprète(s)                 |
| -------- | ----- | ---------------------- | ---------------------------------------------------------- | ---------------- | --------------------------------------------------------------------------------------- | ----------------------------- |
| I        | 1960  | Chili                  | Viña                                                       | Espagnol         | José Goles et Manuel Lira                                                               | Mario del Monte               |
| II       | 1961  | Chili                  | Sin tu amor                                                | Espagnol         | Óscar Olivares et Gilberto Ávila                                                        | Los Cuatro Duendes            |
| III      | 1962  | Chili                  | Dime por qué                                               | Espagnol         | María Pilar Larraín                                                                     | Los Cuatro Duendes            |
| IV       | 1963  | Chili                  | Solo una mirada                                            | Espagnol         | Juan Vásquez                                                                            | Marco Aurelio                 |
| V        | 1964  | Chili                  | Está demás                                                 | Espagnol         | Ricardo Jara                                                                            | Ginette Acevedo               |
| VI       | 1965  | Chili                  | Como una ola                                               | Espagnol         | María Angélica Ramírez                                                                  | Cecilia                       |
| VII      | 1966  | Chili                  | Por creer en ti                                            | Espagnol         | Marco Aurelio et Jaime Atria                                                            | Isabel Adams                  |
| VIII     | 1967  | Chili                  | Cuando rompa el alba                                       | Espagnol         | Willy Bascuñán                                                                          | Fresia Soto                   |
| IX       | 1968  | Espagne                | Palabras                                                   | Espagnol         | Jorge Domingo, Enrique Carnicer et Carmen Fons                                          | Luz Eliana                    |
| X        | 1969  | Chili                  | Mira, mira                                                 | Espagnol         | Scottie Scott                                                                           | Gloria Simonetti              |
| XI       | 1970  | Chili                  | Canción a Magdalena                                        | Espagnol         | Julio Zegers                                                                            | Julio Zegers                  |
| XII      | 1971  | Plagiat                | Plagiat                                                    | Plagiat          | Plagiat                                                                                 | Plagiat                       |
| XIII     | 1972  | Pays-Bas               | Julie                                                      | Anglais          | Julio Bernardo Euson                                                                    | Julio Bernardo Euson          |
| XIV      | 1973  | Chili                  | Los pasajeros                                              | Espagnol         | Julio Zegers                                                                            | Julio Zegers                  |
| XV       | 1974  | Italie                 | Immagina («Imagina»)                                       | Italien          | Giancarlo de Bellis                                                                     | Annarita Spinaci              |
| XVI      | 1975  | Grèce                  | Pos, pes mou pos / Love Song («Canción de amor»)           | Grec             | H. Ballin, N. Ellineos et Kostas Karagiannopoulos                                       | Elpída                        |
| XVII     | 1976  | Chili                  | Una noche de amor                                          | Espagnol         | Carlos Baeza                                                                            | Roberto Viking Valdés         |
| XVIII    | 1977  | Israël                 | Canción de amor                                            | Hébreu           | Boaz Sharabi                                                                            | Navah Baruchin                |
| XIX      | 1978  | Chili                  | El tiempo en las bastillas                                 | Espagnol         | Fernando Ubiergo                                                                        | Fernando Ubiergo              |
| XX       | 1979  | Espagne                | A tu regreso a casa                                        | Espagnol         | Braulio                                                                                 | Braulio                       |
| XXI      | 1980  | Espagne                | Dudando, dudando                                           | Espagnol         | Julio Seijas et Augusto Algueró                                                         | Juan Sebastián                |
| XXII     | 1981  | Allemagne              | Waiting («Esperando»)                                      | Anglais          | Karl-Heinz Merkel et Cherry Laine                                                       | Cherry Laine                  |
| XXIII    | 1982  | Chili                  | Ausencias                                                  | Espagnol         | Juan Carlos Duque                                                                       | Juan Carlos Duque             |
| XXIV     | 1983  | Uruguay                | Alma, corazón y pan                                        | Espagnol         | Gervasio                                                                                | Gervasio                      |
| XXV      | 1984  | Chili                  | Se te olvida                                               | Espagnol         | Héctor Penrós Bañas                                                                     | Cristóbal                     |
| XXVI     | 1985  | Australie              | Ya no puedo más                                            | Espagnol         | K.C. Porter, Chris Turner et Lorenzo Toppano                                            | Lorenzo Toppano               |
| XXVII    | 1986  | République dominicaine | Para quererte                                              | Espagnol         | José Antonio Rodríguez et Manuel Tejeda                                                 | Maridalia Hernández           |
| XXVIII   | 1987  | Italie                 | Kiss me («Bésame»)                                         | Anglais          | Antonio et Anna Maria de Salvatore                                                      | Desà                          |
| XXIX     | 1988  | Italie                 | Senza te («Sin ti»)                                        | Italien          | Maurizio Piccoli et Gino Mescoli                                                        | Marco Del Freo                |
| XXX      | 1989  | Colombie               | Te propongo                                                | Espagnol         | Fernando Garavito                                                                       | Edna Rocío                    |
| XXXI     | 1990  | Italie                 | Non devi abbandonarmi mai («Nunca me dejes»)               | Italien          | Angela Tarenzzi                                                                         | Piero Cotto                   |
| XXXII    | 1991  | Chili                  | Tira la primera piedra                                     | Espagnol         | Edgardo Riquelme et Sergio Bravo                                                        | Javiera Parra et Pedro Foncea |
| XXXIII   | 1992  | Chili                  | Parece tan sencillo                                        | Espagnol         | Juan Carlos Duque                                                                       | Fernando Casas                |
| XXXIV    | 1993  | Italie                 | In questo mondo («Así»)                                    | Italien          | Giuseppe Garibo                                                                         | Claudio Cirimele              |
| XXXV     | 1994  | Argentine              | Como ayer                                                  | Espagnol         | Daniel Tarrab et Claudia Brant                                                          | Claudia Brant                 |
| XXXVI    | 1995  | Chili                  | Si tú te vas                                               | Espagnol         | Cristián Fissore et René Calderón                                                       | Josse                         |
| XXXVII   | 1996  | Italie                 | Aria Ario                                                  | Italien          | M. Botoni, Dino Melotti, C. Isgro et Paolo Meneguzzi                                    | Paolo Meneguzzi               |
| XXXVIII  | 1997  | Argentine              | Para vivir un dulce amor                                   | Espagnol         | Víctor Heredia et Carlos Nilson                                                         | Carlos Elías                  |
| XXXIX    | 1998  | Chili                  | Soy tal cual soy                                           | Espagnol         | Álvaro Scaramelli                                                                       | Álvaro Scaramelli             |
| XL       | 1999  | Colombie               | El aguacero                                                | Espagnol         | Alejandro Gómez Cáceres                                                                 | Carolina Sabino               |
| XLI      | 2000  | France                 | Laisse-moi le temps / Let Me Try Again («Dame tiempo»)     | Français/Anglais | Michel Jourdan et Caravelli / Paul Anka et Sammy Cahn                                   | Peabo Bryson                  |
| XLII     | 2001  | Argentine              | Ayer te vi                                                 | Espagnol         | Víctor Heredia                                                                          | Raly Barrionuevo              |
| XLIII    | 2002  | Argentine              | Soy tu ángel                                               | Espagnol         | Ricardo Pald et Valeria Lynch                                                           | Óscar Patiño                  |
| XLIV     | 2003  | Espagne                | Este amor es tuyo                                          | Espagnol         | Chema Purón                                                                             | Gisela                        |
| XLV      | 2004  | Chili                  | Tus ojos                                                   | Espagnol         | Alexis Venegas                                                                          | Alexis Venegas                |
| XLVI     | 2005  | Pérou                  | Mi alma entre tus manos                                    | Espagnol         | Jessica Sarango, Jorge Pardo et Andrés Landavere                                        | Jorge Pardo                   |
| XLVII    | 2006  | Costa Rica             | Dilo de una vez                                            | Espagnol         | Humberto Vargas Valerio                                                                 | Humberto Vargas Valerio       |
| XLVIII   | 2007  | Espagne                | Cuando quieras volver                                      | Espagnol         | Pedro Fernández et Valderrama Díaz                                                      | Materia Prima                 |
| XLIX     | 2008  | Italie                 | La guerra dei trent'anni («La guerra de los treinta años») | Italien          | Domenico Protino                                                                        | Domenico Protino              |
| L        | 2009  | Argentine              | Ayer te vi                                                 | Espagnol         | Víctor Heredia                                                                          | Emiliano del Río              |
| LI       | 2010  | Italie                 | Nel blu dipinto di blu                                     | Italien          | Domenico Modugno et Franco Migliacci                                                    | Simona Galeandro              |
| LII      | 2011  | Canada                 | Try anything                                               | Anglais          | Chris Burke-Gaffney, Christopher Ward et Sierra Noble                                   | Sierra Noble                  |
| LIII     | 2012  | Italie                 | Grazie a te («Gracias a ti»)                               | Italien          | Bruno Rubino et Giuseppe di Tella                                                       | Denise Faro                   |
| LIV      | 2013  | Islande                | Because you can                                            | Anglais          | Jonas Gladnikoff, Christina Schilling, Camilla Gottschalck, Örlygur Smári et Hera Björk | Hera Björk                    |
| LV       | 2014  | Canada                 | Hypnotized                                                 | Anglais          | Jeffery Straker                                                                         | Jeffery Straker               |
| LVI      | 2015  | Italie                 | Per fortuna                                                | Italien          | Franco Simone]                                                                          | Michele Cortese               |
| LVII     | 2016  | Chili                  | Te quiero                                                  | Espagnol         | Lucía Covarrubias                                                                       | Cristián & Lucía              |
| LVIII    | 2017  | Espagne                | Dónde estabas tú                                           | Espagnol         | Salvador Beltrán                                                                        | Salvador Beltrán              |
| LIX      | 2018  | Chili                  | Cobarde                                                    | Espagnol         |                                                                                         | Gabigar                       |
| LX       | 2019  | Pérou                  | Ya no más                                                  | Espagnol         | Jesús Rodríguez, Eva Ayllón et Pelo d'Ambrosio                                          | Susan Ochoa                   |
| LXI      | 2020  | Chili                  | Chillán                                                    | Espagnol         | Vicente Cifuentes                                                                       | Vicente Cifuentes             |
| LXII     | 2023  | Chili                  | Viento                                                     | Espagnol         | Yorka Pastenes et Daniela Pastenes                                                      | Yorka                         |
| LXIII    | 2024  | Mexique                | El maestro                                                 | Espagnol         | Adrián Navarro et Eddy Valenzuela                                                       | Eddy Valenzuela               |
| LXIV     | 2025  | Mexique                | Tierra trágame                                             | Espagnol         | Juan Carlos Corral                                                                      | Kakalo                        |

#### Tableau récapitulatif par pays
| Nombre de victoires | Pays                   | Année(s) |
| ------------------- | ---------------------- | --- |
| 24                  | Chili                  | 1960, 1961, 1962, 1963, 1964, 1965, 1966, 1967, 1969, 1970, 1973, 1976, 1978, 1982, 1984, 1991, 1992, 1995, 1998, 2004, 2016, 2018, 2020, 2023 |
| 10                  | Italie                 | 1974, 1987, 1988, 1990, 1993, 1996, 2008, 2010, 2012, 2015                                                                                     |
| 6                   | Espagne                | 1968, 1979, 1980, 2003, 2007, 2017 |
| 5                   | Argentine              | 1994, 1997, 2001, 2002, 2009 |
| 2                   | Colombie               | 1989, 1999 |
| 2                   | Canada                 | 2011, 2014 |
| 2                   | Pérou                  | 2005, 2019 |
| 2                   | Mexique                | 2024, 2025 |
| 1                   | Pays-Bas               | 1972 |
| 1                   | Grèce                  | 1975 |
| 1                   | Israël                 | 1977 |
| 1                   | Allemagne              | 1981 |
| 1                   | Uruguay                | 1983 |
| 1                   | Australie              | 1985 |
| 1                   | République dominicaine | 1986 |
| 1                   | France                 | 2000 |
| 1                   | Costa Rica             | 2006 |
| 1                   | Islande                | 2013 |

### Concours folklorique
| Éditions | Éditions | Pays gagnant | Titre                           | Compositeur(s)                              | Interprète(s)                           |
| -------- | -------- | ------------ | ------------------------------- | ------------------------------------------- | --------------------------------------- |
| II       | 1961     | Chili        | La consentida                   | Jaime Atria                                 | Olga Escobar et Estampas Criollas       |
| III      | 1962     | Chili        | El loro aguafiestas             | Manuel Lira et José Goles                   | Sylvia Infantas et Los Cóndores         |
| IV       | 1963     | Chili        | Álamo huacho                    | Clara Solovera                              | Los Huasos Quincheros                   |
| V        | 1964     | Chili        | Qué bonita va                   | Francisco Flores del Campo                  | Los Huasos Quincheros                   |
| VI       | 1965     | Chili        | Mano nortina                    | Hernán Álvarez                              | Los Cuatro Cuartos                      |
| VII      | 1966     | Chili        | La burrerita                    | Sofanor Tobar                               | Los Paulos                              |
| VIII     | 1967     | Chili        | Voy pa' Mendoza                 | Willy Bascuñan                              | Los Solitarios                          |
| IX       | 1968     | Chili        | Camanchaca y polvareda          | Ricardo de la Fuente                        | Los Ponchos Negros                      |
| X        | 1969     | Chili        | Cuando tomo la guitarra         | Orlando Muñoz et Alsino Fuentes             | Los Alfiles Negros                      |
| XI       | 1970     | Chili        | El hombre                       | Rolando Alarcón                             | Rolando Alarcón et Los Emigrantes       |
| XII      | 1971     | Chili        | La torcacita                    | Óscar Cáceres et Luis Barragán              | Ginette Acevedo                         |
| XIII     | 1972     | Chili        | Viejo puente                    | Ariel Arancibia et Fernando Pavez           | Los Lazos                               |
| XIV      | 1973     | Chili        | Mi río                          | Julio Numhauser                             | Charo Cofré                             |
| XXII     | 1981     | Chili        | Ay, Fernanda                    | Ricardo de la Fuente                        | Santiago Cuatro                         |
| XXIII    | 1982     | Chili        | La tejedora                     | Sandra Ramírez                              | Pedro Messone                           |
| XXIV     | 1983     | Chili        | En los tiempos de mi abuelo     | Roberto Rojas et Juan Castillo              | Juan Carlos Méndez                      |
| XXV      | 1984     | Chili        | Chile, una postal               | Teresa Rodríguez                            | Los Chacareros de Paine                 |
| XXVI     | 1985     | Chili        | La reina del Tamarugal          | Manuel Veas et Luis Miranda                 | Calichal                                |
| XXVII    | 1986     | Chili        | Sube a mi lancha                | Ignacio Millán                              | Chilote Peñaloza et Los Huillincanos    |
| XXVIII   | 1987     | Chili        | Rapa Nui, mi amor               | Ignacio Millán et María Teresa Díaz         | Lorena and Manu Rere                    |
| XXIX     | 1988     | Chili        | Camino a Socoroma               | Danny Rodríguez                             | Los Yanacochas                          |
| XXX      | 1989     | Chili        | Maja en Aldachildo              | Ricardo de la Fuente                        | Ricardo de la Fuente                    |
| XXXI     | 1990     | Chili        | No habrá verso que me alcance   | Yayo Castro et Hugo Castillo                | Los Surcadores del Viento               |
| XXXII    | 1991     | Chili        | De chingana                     | Héctor Molina                               | Héctor Molina                           |
| XXXIII   | 1992     | Chili        | Tejiendo está la manque         | Cecilia González                            | Leticia and Cantarauco                  |
| XXXIV    | 1993     | Chili        | Canto del agua                  | Agustín Moncada                             | Kal                                     |
| XXXV     | 1994     | Chili        | Mirando pa' la bahía            | José Luis Hernández                         | José Luis Hernández et Cantamérica      |
| XXXVI    | 1995     | Chili        | María Leonor Lucía              | Magdalena Matthey                           | Magdalena Matthey                       |
| XXXVII   | 1996     | Chili        | Cueca tristona                  | Edson Guerrero                              | Clarita Parra                           |
| XXXVIII  | 1997     | Chili        | Cartagena                       | Claudio Guzmán                              | Tito Fernández                          |
| XXXIX    | 1998     | Chili        | La noche de Chillán             | Pablo Neruda et Vicente Bianchi             | Santiago Cuatro                         |
| XL       | 1999     | Chili        | Cueca pulenta                   | Víctor Hugo Campusano                       | Altamar                                 |
| XLI      | 2000     | Chili        | El corralero                    | Sergio Sauvalle                             | Los Huasos Quincheros                   |
| XLII     | 2001     | Chili        | Whipala                         | Danny Rodríguez                             | Danny Rodríguez                         |
| XLIII    | 2002     | Pérou        | Juramento                       | Carlos Rincón                               | Eduardo del Perú                        |
| XLIV     | 2003     | Argentine    | Pintadita                       | Fernando Barrientos                         | Fernando Barrientos                     |
| XLV      | 2004     | Argentine    | Bailando con tu sombra (Alelí)  | Víctor Heredia                              | Abel Pintos                             |
| XLVI     | 2005     | Chili        | Cueca al sol                    | Isabel Parra                                | Camila Méndez                           |
| XLVII    | 2006     | Chili        | Canción de agua y viento        | Elizabeth Morris                            | Elizabeth Morris et groupe              |
| XLVIII   | 2007     | Colombie     | Me duele el alma                | Leonardo Gómez et Diana Hernández           | Maria Mulata                            |
| XLIX     | 2008     | Pérou        | Tusuy Kusun                     | Damaris Mallma                              | Damaris and group                       |
| L        | 2009     | Chili        | Cueca al sol                    | Isabel Parra                                | Camila Méndez                           |
| LI       | 2010     | Argentine    | El cantar es andar              | César Isella                                | César Isella                            |
| LII      | 2011     | Chili        | De Pascua Lama                  | Patricio Manns                              | Valentina Sepúlveda et Diapazón Porteño |
| LIII     | 2012     | Chili        | Caprichosa                      | Gogo Muñoz et Lucas Saavedra                | Mauro Zapata et Fiesta Andina           |
| LIV      | 2013     | Chili        | Con el zapatito, con el zapatón | Paula Herrera                               | Paula Herrera                           |
| LV       | 2014     | Chili        | La retirada                     | Javiera Bobadilla                           | La Pájara                               |
| LVI      | 2015     | Chili        | La mejicana                     | Elizabeth Morris                            | Elizabeth Morris                        |
| LVII     | 2016     | Panama       | Viene de Panamá                 |                                             | Afrodisiaco                             |
| LVIII    | 2017     | Chili        | Carnavalito de la esperanza     | Juan Andrés Soko et Francisco Flores        | Trifussa                                |
| LIX      | 2018     | Chili        | Mundo al revés                  | Astrid Veas                                 | Astrid Veas                             |
| LX       | 2019     | Argentine    | Justo ahora                     | Paolo Rogone, Bruno Rogone et Franco Favini | Destino San Javier                      |
| LXI      | 2020     | Argentine    | Avanzar                         | Manuel Pennisi                              | Manuel Pennisi                          |
| LXII     | 2023     | Pérou        | "Warmisitay"                    | Milena Warthon                              | Milena Warthon                          |
| LXIII    | 2024     | Argentine    | La luna                         | Juan José Vasconcellos                      | Ahyre                                   |
| LXIV     | 2025     | Chili        | La baba del sol                 | Martín Torres Miranda                       | Metalengua                              |

#### Tableau récapitulatif par pays
| Nombre de victoires | Pays      | Année(s) |
| ------------------- | --------- | --- |
| 45                  | Chili     | 1961, 1962, 1963, 1964, 1965, 1966, 1967, 1968, 1969, 1970, 1971, 1972, 1973, 1981, 1982, 1983, 1984, 1985, 1986, 1987, 1988, 1989, 1990, 1991, 1992, 1993, 1994, 1995, 1996, 1997, 1998, 1999, 2000, 2001, 2005, 2006, 2009, 2011, 2012, 2013, 2014, 2015, 2017, 2018, 2025 |
| 6                   | Argentine | 2003, 2004, 2010, 2019, 2020, 2024 |
| 3                   | Pérou     | 2002, 2008, 2023 |
| 1                   | Colombie  | 2007 |
| 1                   | Panama    | 2016 |